# Keimfarben
 (janvier 2014).
Si vous disposez d'ouvrages ou d'articles de référence ou si vous connaissez des sites web de qualité traitant du thème abordé ici, merci de compléter l'article en donnant les références utiles à sa vérifiabilité et en les liant à la section « Notes et références ».
La société Keimfarben GmbH est une entreprise de taille moyenne dont le siège social se situe à Diedorf près de Augsbourg (Allemagne). Elle fait partie du groupe Leonhard Moll AG et est le premier fabricant mondial de peintures aux silicates. De célèbres bâtiments tels que la Maison-Blanche, le palais de Buckingham, l’opéra de Sydney et le théâtre Bolchoï ont été peints avec des peintures Keimfarben.
Adolf Wilhelm Keim est l’inventeur des peintures aux silicates (peintures minérales) qui ont révolutionné les métiers du bâtiment et de la peinture, à la fin du XIXe siècle.

## Histoire

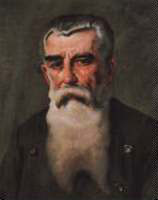
Adolf Wilhelm Keim

C’est au cours du règne de Louis Ier, roi de Bavière, que débutèrent d’importants travaux de recherche sur le silicate alcalin. Le monarque, enthousiasmé par les fresques à la chaux richement colorées qu’il avait vues dans le Nord de l’Italie, souhaitait pouvoir admirer ces splendides couleurs que l’on ne retrouve que dans les peintures à la chaux aussi dans sa Bavière natale. Toutefois, la technique employée en Italie ne convenait pas à la rudesse du climat allemand.
L’artisan et chercheur Adolf Wilhelm Keim parvint finalement par un mélange judicieux de silicate alcalin liquide (silicate de potassium) et de pigments minéraux colorés à créer une peinture à la fois adaptée au climat qui règne au nord des Alpes et offrant des couleurs éclatantes. L’exceptionnelle résistance de la peinture est due à la liaison chimique qui s’opère entre le liant et le support (pétrification). En 1878, Keim fit breveter ses peintures minérales, posant ainsi la première pierre de ce qui allait devenir l’entreprise Keimfarben GmbH que nous connaissons aujourd’hui.Le premier site de production se trouvait à proximité de la carrière de calcaire, à Offenstetten (qui fait désormais partie de Abensberg) en Basse-Bavière.

## Organisation du groupe
Siège social situé à Diedorf 

Succursale à Alteno 

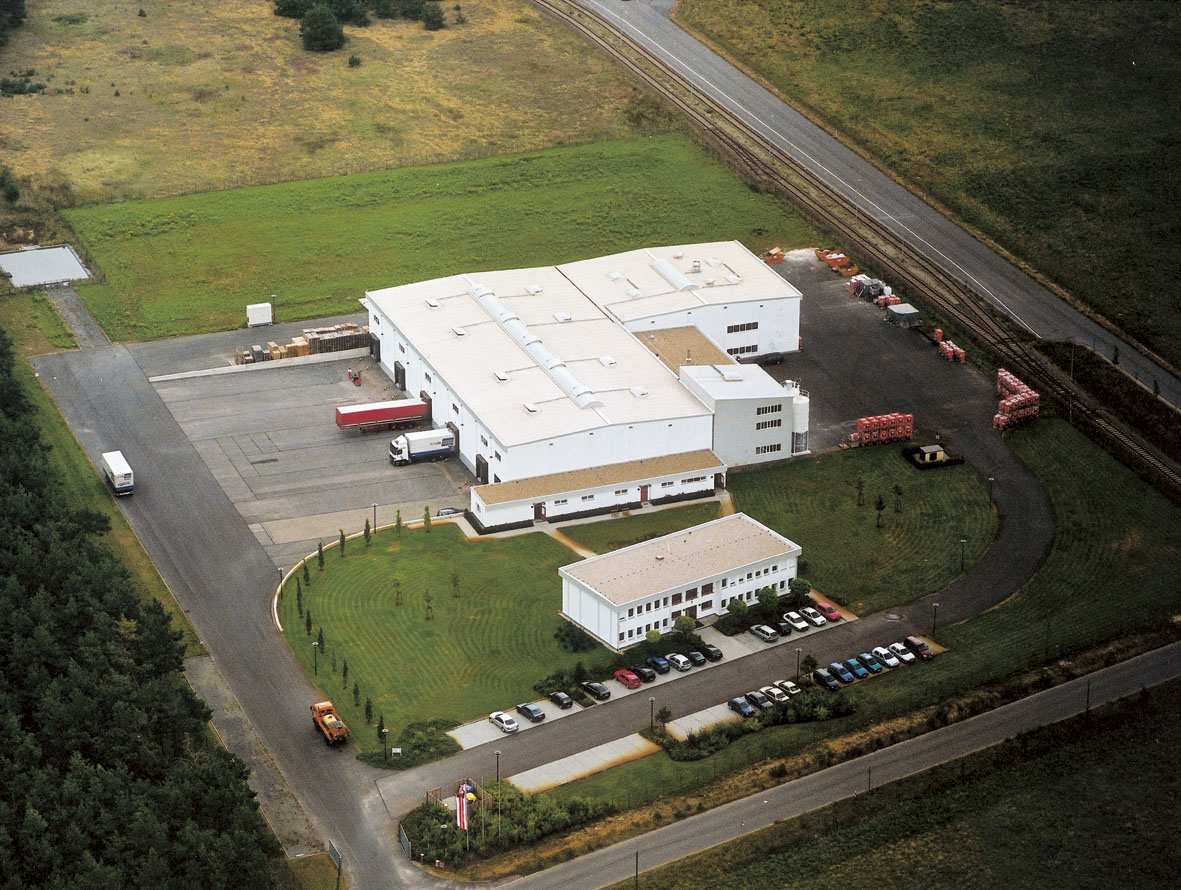

La société Keimfarben possède deux sites de production en Allemagne, l’un à Diedorf (siège social) et l’autre à Alteno/Luckau et, avec ses onze filiales étrangères, elle est présente en Europe (Autriche, Suisse, Italie, France, Espagne, Pays-Bas, Grande-Bretagne, Scandinavie, Pologne, République tchèque) et aux États-Unis. Là où la société Keimfarben n’est pas représentée par sa propre filiale, des revendeurs agréés se chargent de la distribution de ses produits (c’est le cas par ex. en Australie, au Canada, en Chine, à Singapour, en Malaisie et en Russie). Le 6 septembre 2012, la société Keimfarben GmbH & Co KG a opéré une mutation juridique. Sa nouvelle dénomination sociale est désormais « Keimfarben GmbH ».

## Gamme de produits
C’est en 1878 que Adolf Wilhelm KEIM a posé la première pierre de ce qui allait faire le succès de l’entreprise Keimfarben en développant KEIM Purkristalat, une peinture bi-composant aux silicates purs. La deuxième génération de peintures Keim suivit en 1962 avec Keim Granital, la première peinture minérale aux silicates qui, contrairement à la Purkristalat, n’était composée que d’un seul composant, facilitant ainsi sa mise en œuvre. En 2002, l’entreprise Keimfarben mit sur le marché Keim Soldalit, une peinture aux sol-silicates (liants gel de silice et silicate alcalin) rendant l’utilisation des peintures aux silicates encore plus universelle et simple.
Keimfarben produit des systèmes de peinture pour l’extérieur et l’intérieur, des enduits minéraux et mastics, des systèmes pour la restauration des pierres naturelles, des systèmes d’isolation thermique par l’extérieur ainsi que des produits pour la réfection et la protection en surface des bétons. La gamme de produits vient également de s’enrichir d’une peinture aux silicates pour les boiseries.